# La combinación
La combinación era el nombre coloquial conocido en las Guerras del Opio al joint venture entre Jardine Matheson y Russell & Co, la empresa de los Skull & Bones dedicados al tráfico de opio en China.

## Desarrollo
La orden Skull & Bones es una sociedad secreta comenzada en Yale por William Huntington Russell. La empresa familiar de su primo Samuel Russell era la mayor traficante de opio estadounidense. Russell & Co. trabajaba junto a la firma escocesa Jardine Matheson, para evadir los controles aduaneros que les imponía el severo Lin Hse Tsu , comisionado de la batalla contra la droga en la China Imperial.
Cuando los barcos de Jardine Matheson se vieron impedidos de atracar en puertos chinos para descargar el opio, los clippers de Russell &Co, los encontraban mar afuera para trasvasijar el opio y llegar ellos a puerto con el opio con más bajo perfil. Muchos de los Skull & Bones del siglo XIX pasaron largas temporadas después de recibirse en Yale en las estaciones de desembarco de opio en China como en la Isla Lintin.
Muchas familias inglesas , escocesas y del este de los Estados Unidos estaban involucrados en el tráfico de Opio el que llamaban eufemísticamente China Trade. Los norteamericanos enviaban sus hijos a Yale, y muchos de ellos eran elegidos para Skull and Bones. Desde Yale, los Bonesmen eran catapultados al mundo influyente del comercio , comunicaciones diplomacia, educación, servicios de inteligencia , finanzas, leyes y política.